# 盧比安納市政廳
盧比安納市政廳是斯洛維尼亞首都盧比安納的市政廳。盧比安納市政廳位於盧比安納的市中心，靠近盧比安納主教座堂。市政廳修建於1717年至1719年期間。

## 外部連結
- 维基共享资源上的相關多媒體資源：盧比安納市政廳

46°2′59.5″N 14°30′25″E / 46.049861°N 14.50694°E